# Мауриландия-ду-Токантинс

Мауриландия-ду-Токантинс на карте штата.

Мауриландия-ду-Токантинс (порт. Maurilândia do Tocantins) — муниципалитет в Бразилии, входит в штат Токантинс. Составная часть мезорегиона Западный Токантинс. Входит в экономико-статистический микрорегион Бику-ду-Папагаю. Население составляет  3 154 человека на 2010 год. Занимает площадь 738,105 км². Плотность населения — 4,27 чел./км².

## Демография
Согласно сведениям, собранным в ходе переписи 2010 г. Национальным институтом географии и статистики (IBGE), население муниципалитета составляет:
| Полное население                               | Полное население                               | Полное население                               | Полное население                               | 3 154 |
| ---------------------------------------------- | ---------------------------------------------- | ---------------------------------------------- | ---------------------------------------------- | ----- |
| в том числе:                                   | Городское население                            | 2 017                                          | Процент городского населения, %                | 63,95 |
|                                                | Сельское население                             | 1 137                                          | Процент сельского населения, %                 | 36,05 |
|                                                | Мужское население                              | 1 697                                          | Процент мужского населения, %                  | 53,80 |
|                                                | Женское население                              | 1 457                                          | Процент женского населения, %                  | 46,20 |
| Плотность населения, чел/км²                   | Плотность населения, чел/км²                   | Плотность населения, чел/км²                   | Плотность населения, чел/км²                   | 4,27  |
| Население муниципалитета в % к населению штата | Население муниципалитета в % к населению штата | Население муниципалитета в % к населению штата | Население муниципалитета в % к населению штата | 0,23  |

По данным оценки 2016 года население муниципалитета составляет 3 362 жителя.

## Статистика
- Валовой внутренний продукт на 2003 составляет 4.450.818,00 реалов (данные: Бразильский институт географии и статистики).
- Валовой внутренний продукт на душу населения на 2003 составляет 1.383,53 реалов (данные: Бразильский институт географии и статистики).
- Индекс развития человеческого потенциала на 2000 составляет 0,636 (данные: Программа развития ООН).

## Важнейшие населенные пункты
| № | Населённый пункт         | Населённый пункт (порт.) | Категория | Население чел. (2010) | На карте                       |
| - | ------------------------ | ------------------------ | --------- | --------------------- | ------------------------------ |
| 1 | Мауриландия-ду-Токантинс | Maurilândia do Tocantins | город     | 2 017                 | 5°57′04″ ю. ш. 47°30′37″ з. д. |